# Ironman South Africa
Der Ironman South Africa ist eine seit 2004 jährlich im März oder April stattfindende Triathlon-Sportveranstaltung über die Ironman-Distanz (3,86 km Schwimmen, 180,2 km Radfahren und 42,195 km Laufen) in Port Elizabeth in Südafrika.

## Organisation
Bereits 2000 und 2001 wurde durch EventPro als Lizenzpartner der World Triathlon Corporation (WTC), des Inhabers der Rechte an der Marke Ironman, ein Triathlon unter dem Namen „Ironman South Africa“ in Kapstadt ausgerichtet. Im Jahr 2000 war die Veranstaltung auch für Staffeln ausgeschrieben. 2002 wurde die Veranstaltung abgesagt – die offizielle Begründung waren Finanzierungsprobleme wegen des Wechselkurses in Südafrika: Lizenzgebühren an die WTC wie auch Preisgelder waren vom Veranstalter in US-Dollar zu entrichten.
2004 wurde dann durch die 1998 gegründete Triangle show & sports promotion GmbH, die auch für die Austragung des Ironman France, des Ironman Austria, Ironman 70.3 Austria in St. Pölten sowie des heute nicht mehr ausgetragenen Ironman 70.3 Monaco in Monte Carlo verantwortlich war, als neuer Lizenzpartner der WTC der Half-Ironman South Africa 800 km östlich von Kapstadt in Port Elisabeth über die Distanz 1,9 km Schwimmen, 90 km Radfahren und 21,1 km Laufen mit 30 Qualifikationsplätzen für den Ironman Hawaii ausgerichtet.
2005 wurde die Streckenlänge auf die volle Ironman-Distanz verdoppelt. Nachdem die WTC als Inhaber der Rechte der Marke Ironman und Lizenzgeber von Triangle 2008 von Providence Equity Partners aufgekauft wurde, kaufte die WTC wiederum Triangle in 2009 und tritt seither als Veranstalter und nicht mehr nur als Lizenzgeber auf.

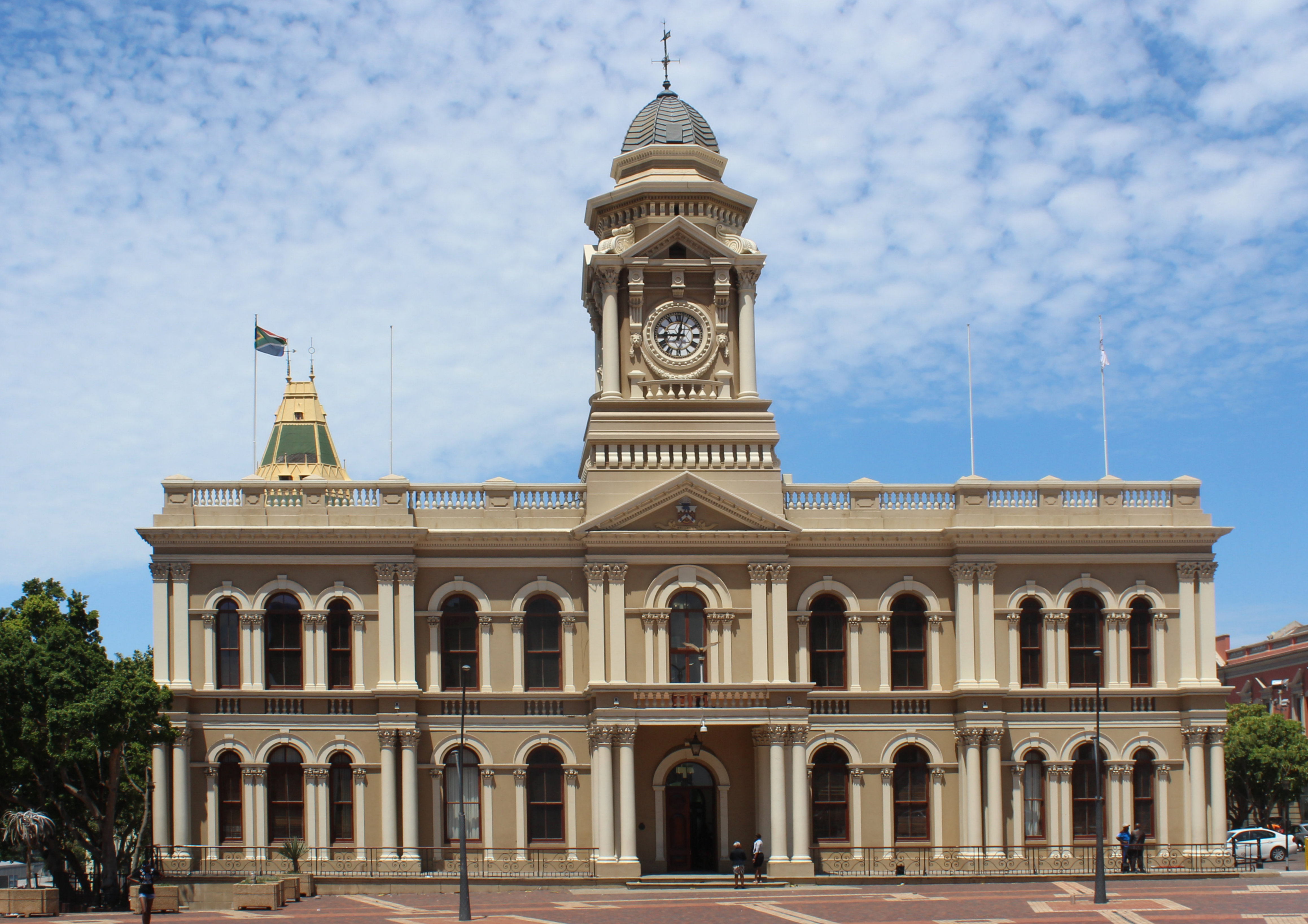
Rathaus in Port Elizabeth

2010 waren über 1800 Athleten am Start. Es werden hier seit 2015 für den Ironman Hawaii 75 Startplätze vergeben – bis 2014 waren es noch 50 Qualifikationsplätze. Auch wenn die Veranstaltung die einzige unter dem Markenzeichen „Ironman“ organisierte in Afrika ist, wird sie seit 2015 von der WTC auch mit der Bezeichnung „Ironman African Championship“ beworben.
Der US-Amerikaner Ben Hoffman konnte am 2. April 2017 seinen Sieg aus dem Vorjahr erfolgreich verteidigen und den Streckenrekord von Raynard Tissink (2011: 8:05:37 h) auf 7:58:40 h verbessern. 2019 musste das Schwimmen aufgrund widriger Verhältnisse auf 1,6 km verkürzt werden.
Die für den 29. März 2020 geplante Austragung wurde Anfang März im Rahmen der Ausbreitung des Coronavirus auf November verschoben und schließlich abgesagt.
2021 wurde das Rennen ebenfalls in den November verschoben und mit einer auf 1,9 km verkürzten Schwimmdistanz ausgetragen.
Im April 2022 musste bei der 20. Austragung das Rennen der Profis witterungsbedingt mit einer auf 700 m verkürzter Schwimmdistanz ausgetragen werden. Bei den Altersklassenathleten entfiel das Schwimmen komplett. Bei diesem Rennen wurden 150.000 US-Dollar Preisgelder verteilt, davon 25.000 US-Dollar für die Sieger.
Auch bei der 21. Austragung im März 2023 wurde die Schwimmstrecke aufgrund einer Sturmwarnung verkürzt, diesmal auf 900 m.
Bei den Frauen gewann die Deutsche Laura Philipp in 8:01:59 Stunden. Damit holte sie ihren insgesamt fünften Ironman-Sieg und stellte außerdem mit 4:44:12 Stunden einen neuen Rekord auf der Radstrecke auf. Die als dritte Frau im Ziel Einlaufende, die Französin Justine Mathieux, wurde wegen einer nicht ordnungsgemäß absolvierten Zeitstrafe disqualifiziert.

### Streckenverlauf
- Die Schwimmdistanz geht über zwei Runden am Hobie Beach. Die Rekorde über die 3,8 km Schwimmen werden hier gehalten vom Südafrikaner Anton Storm (45:22 min) sowie der Tschechin Lucie Zelenková (47:40 min). Beide Bestzeiten wurden 2009 erzielt.
- Die 180,2 km lange Radstrecke bestand bis 2013 aus einer dreimal zu absolvierenden Runde. Für 2014 wurde die Radstrecke geändert und ist seither eine zweimal zu fahrende Runde mit ca. 1600 hm. Die Rekorde werden hier vom Australier Cameron Wurf (2023: 4:10:06 h) sowie der Deutschen Laura Philipp (2023: 4:44:12 h) gehalten.
- Die Bestzeit auf der Laufstrecke wurde 2011 von Chrissie Wellington aufgestellt – mit ihrer Zeit für den Marathon von 2:52:54 h.[12] Der US-Amerikaner Ben Hoffman lief 2016 den Marathon in 2:45:50 h.

## Siegerliste
| N ° | Datum/Jahr      | Männer                   | Männer                  | Männer                  | Frauen                  | Frauen                  | Frauen                       |
| N ° | Datum/Jahr      | Erster Platz             | Zweiter Platz           | Dritter Platz           | Erster Platz            | Zweiter Platz           | Dritter Platz                |
| --- | --------------- | ------------------------ | ----------------------- | ----------------------- | ----------------------- | ----------------------- | ---------------------------- |
| 24  | 2026            |                          |                         |                         |                         |                         |                              |
| 23  | 30. März 2025   | Magnus Ditlev SR         | Marten Van Riel         | Jonas Schomburg         | Anne Reischmann         | Marta Sánchez Hernández | Katrine Græsbøll Christensen |
| 22  | 21. Apr. 2024   | Rasmus Svenningson       | Mathias Lyngsø Petersen | Cameron Wurf            | Marta Sánchez Hernández | Diede Diederiks         | Laura Zimmermann             |
| 21  | 5. März 2023    | Léon Chevalier           | Bradley Weiss           | Mathias Lyngsø Petersen | Laura Philipp           | Fenella Langridge       | Penny Slater                 |
| 20  | 3. Apr. 2022    | Kyle Buckingham -2-      | Bradley Weiss           | Matt Trautman           | Daniela Bleymehl        | Elena Illeditsch        | Magda Nieuwoudt              |
| 19  | 21. Nov. 2021   | Maurice Clavel           | Sebastian Kienle        | Rasmus Svenningsson     | Ruth Astle              | Annah Watkinson         | Jade Nicole                  |
| 18  | 7. Apr. 2019    | Ben Hoffman -3-          | Nils Frommhold          | Michael Weiss           | Lucy Charles -2-        | Gurutze Frades          | Annah Watkinson              |
| 17  | 15. Apr. 2018   | Kyle Buckingham          | Joshua Amberger         | Maurice Clavel          | Lucy Charles            | Susie Cheetham          | Linsey Corbin                |
| 16  | 2. Apr. 2017    | Ben Hoffman -2-          | Nils Frommhold          | David McNamee           | Daniela Ryf             | Kaisa Lehtonen          | Susie Cheetham               |
| 15  | 10. Apr. 2016   | Ben Hoffman              | Tim Van Berkel          | Marko Albert            | Kaisa Lehtonen          | Susie Cheetham          | Lucy Gossage                 |
| 14  | 29. März 2015   | Frederik Van Lierde      | Iván Raña               | Bart Aernouts           | Jodie Swallow           | Lucy Gossage            | Susie Cheetham               |
| 13  | 6. Apr. 2014    | Nils Frommhold           | Kyle Buckingham         | Faris Al-Sultan         | Simone Brändli          | Lucy Gossage            | Jodie Swallow                |
| 12  | 14. Apr. 2013   | Ronnie Schildknecht      | Cyril Viennot           | Bas Diederen            | Jessie Donavan          | Jodie Swallow           | Lucie Reed                   |
| 11  | 22. Apr. 2012   | Clemente Alonso McKernan | Cyril Viennot           | Mike Aigroz             | Natascha Badmann -4-    | Simone Brändli          | Diana Riesler                |
| 10  | 10. Apr. 2011   | Raynard Tissink -3-      | Andreas Böcherer        | James Cunnama           | Chrissie Wellington SR  | Rachel Joyce            | Diana Riesler                |
| 09  | 25. Apr. 2010   | Raynard Tissink -2-      | Mathias Hecht           | Daniel Fontana          | Sonja Tajsich           | Caroline Steffen        | Tine Deckers                 |
| 08  | 5. Apr. 2009    | Marino Vanhoenacker      | Michael Göhner          | Petr Vabroušek          | Lucie Zelenková         | Sonja Tajsich           | Rachel Joyce                 |
| 07  | 13. Apr. 2008   | Stephen Bayliss          | Raynard Tissink         | Peter Schoissengeier    | Bella Comerford         | Edith Niederfriniger    | Lucie Zelenková              |
| 06  | 18. März 2007   | Gerrit Schellens -2-     | Raynard Tissink         | Stefan Riesen           | Natascha Badmann -3-    | Edith Niederfriniger    | Bella Comerford              |
| 05  | 19. März 2006   | Gerrit Schellens         | Raynard Tissink         | Petr Vabroušek          | Natascha Badmann -2-    | Diane MacPherson        | Cordula Möller               |
| 04  | 20. März 2005   | Raynard Tissink          | Cyrille Neveu           | Xavier Le Floch         | Natascha Badmann        | Kathleen Smet           | Sara Gross                   |
| 03  | 21. März 2004 * | Timo Bracht              | Raynard Tissink         | Gilles Reboul *         | Kathleen Smet           | Edith Niederfriniger    | Heidi Jesberger              |

In den Jahren 2000 und 2001 wurde der Ironman South Africa vom Veranstalter EventPro in Kapstadt mit 40 Qualifikationsplätzen für den Ironman Hawaii ausgerichtet.
| N ° | Datum/Jahr    | Männer         | Männer          | Männer               | Frauen             | Frauen        | Frauen           |
| N ° | Datum/Jahr    | Erster Platz   | Zweiter Platz   | Dritter Platz        | Erster Platz       | Zweiter Platz | Dritter Platz    |
| --- | ------------- | -------------- | --------------- | -------------------- | ------------------ | ------------- | ---------------- |
| 2   | 31. März 2001 | Lothar Leder   | Raynard Tissink | Félix Martinez-Rubio | Nina Kraft         | Kathleen Smet | Katja Schumacher |
| 1   | 5. Feb. 2000  | Petr Vabroušek | Jan Van Rooyen  | Minna Oudeman        | Paula Newby-Fraser | Anke Erlank   | Belinda Halloran |